# رابرت ال استوارت
رابرت ال استوارت (به انگلیسی: Robert L. Stewart) فضانورد اهل کشور ایالات متحده آمریکا است که در ۱۳ اوت ۱۹۴۲ میلادی در واشینگتن، دی. سی. زاده شد. وی در مأموریت اس‌تی‌اس-۴۱-بی، اس‌تی‌اس-۵۱-جی حضور داشته است.